# Semovente da 149/40
Semovente da 149/40 – włoskie samobieżne działo polowe zbudowane na podwoziu czołgu M15/42. Prototyp powstał w 1942 roku, ale pojazd nie zdążył wejść do seryjnej produkcji przez kapitulację Włoch i nie został użyty bojowo.
Działo kalibru 149 mm zostało zamontowane z tyłu pojazdu, a załoga nie była chroniona żadnym pancerzem, co nie miało jednak większego znaczenia gdyż z założenia działo to miało być używane jako ruchoma, samobieżna bateria z daleka od linii frontu - maksymalny zasięg armaty Canone da 149/40 modello 35 strzelającej pociskami ważącymi 46 kg wynosił prawie 24 km.
Do obsługi samego pojazdu potrzebne były tylko dwie osoby (dowódca i kierowca) ale samo działo wymagałoby przynajmniej kilka osób obsługi, przewożone byłyby one zapewne w dodatkowym pojeździe który pełniłby dodatkową funkcję ciągnika amunicyjnego, jako że na samym Semovente nie było miejsca na składowanie dużej ilości amunicji.